# Institut de stomatologie
 (août 2020).
L'institut de stomatologie de Bavière à Liège est un bâtiment de style moderne aux influences Bauhaus construit de 1937 à 1940 par l'architecte Charles Servais pour l'université de Liège en vue de moderniser ses infrastructures. Le bâtiment se situait sur le site de l'hôpital de Bavière en Outremeuse, l'institut a été détruit en 2018,,.

## Architecte
Charles Servais est diplômé de l'académie royale des beaux-arts de Liège en 1927. Sa production reste limitée et discrète, seules quelques habitations privées à Liège et un projet d'immeuble à appartements non réalisé lui sont attribués. L'institut de stomatologie représente une commande très importante pour ce jeune architecte,.

## Description du bâtiment
L'institut de stomatologie est construit sur une parcelle relativement petite à front de voirie sur l'ancien site de l'hôpital de Bavière. Il est entouré d'autres bâtiments hospitaliers.
À l'origine, le bâtiment comporte quatre niveaux et repose sur une structure composite de métal et de béton armé, prévue pour accueillir un exhaussement futur. Les fondations sont constituées de 83 pieux Franki,,,. 
Les activités d'accueil et d'enseignements sont concentrées au rez-de-chaussée tandis que les étages sont dédiés aux soins et sont accessibles par un grand ascenseur et une cage d'escalier entièrement vitrée sur la façade est,.
En façade, l'architecte conjugue la brique locale aux grandes surfaces vitrées et confère au bâtiment son caractère éclectique, rappelant tant l'architecture vernaculaire que le modernisme des années 1930. La volumétrie générale rappelle celle des bâtiments de style Bauhaus et témoigne d'une tendance de l'architecture moderne à Liège, notamment l'architecture des frères Moutschen, d'Henri Snyers ou encore du Groupe l'Équerre,,.
L'institut de stomatologie est rehaussé de deux étages au début des années 1970,,.

## Chronologie
En 1926, l'université de Liège inaugure un institut de stomatologie installé dans un groupe de maisons particulières du boulevard de la Constitution, à proximité du site de l'ancien hôpital de Bavière. Cet institut se révèle vite trop petit au vu de la demande croissante pour les soins dentaires,.
En 1929, la  profession de dentiste devient accessible aux seuls diplômés universitaires, de nouvelles infrastructures deviennent donc une réelle nécessité. C'est dans un contexte de modernisation des bâtiments de l'université (l'institut du Val Benoit est alors en pleine construction) que sera choisi Charles Servais en 1934 pour élaborer le projet du nouvel institut de stomatologie. Charles Servais travaille en collaboration avec Henri Fauconnier, alors chargé de cours et connaissant bien les exigences de la discipline dentaire,,.
Le chantier commence en 1937 et se finit en 1940 à la suite de nombreux retards. Les patients sont admis à partir de 1941 mais l'inauguration officielle n'aura lieu qu'après la deuxième guerre mondiale, en 1946,,.
L'institut demeure inchangé jusqu'au début des années 1970 où il sera rehaussé de deux niveaux,,. 
À partir de 1985, les autres services de l'hôpital sont transférés sur le campus du Sart Tilman, la dentisterie seule subsiste sur l'ancien site de l'hôpital de Bavière pour permettre un accès plus aisé aux patients et donc une meilleure formation aux étudiants,,.
L'institut ferme en 2001 lorsque l'université décide de transférer le service sur le site des polyclinique Brull.
S'ensuivent alors de nombreux changements de propriétaires, de nombreux projets de réaffectation du site de l'ancien hôpital de Bavière mais aussi une véritable lutte citoyenne pour restaurer ce bâtiment, témoin du patrimoine moderniste de la ville de Liège,,,.
En janvier 2018, un arrêté de démolition est pris par le bourgmestre de Liège, Willy Demeyer. 
L'institut de stomatologie est finalement démoli en avril 2018.